# Alexis Grimou

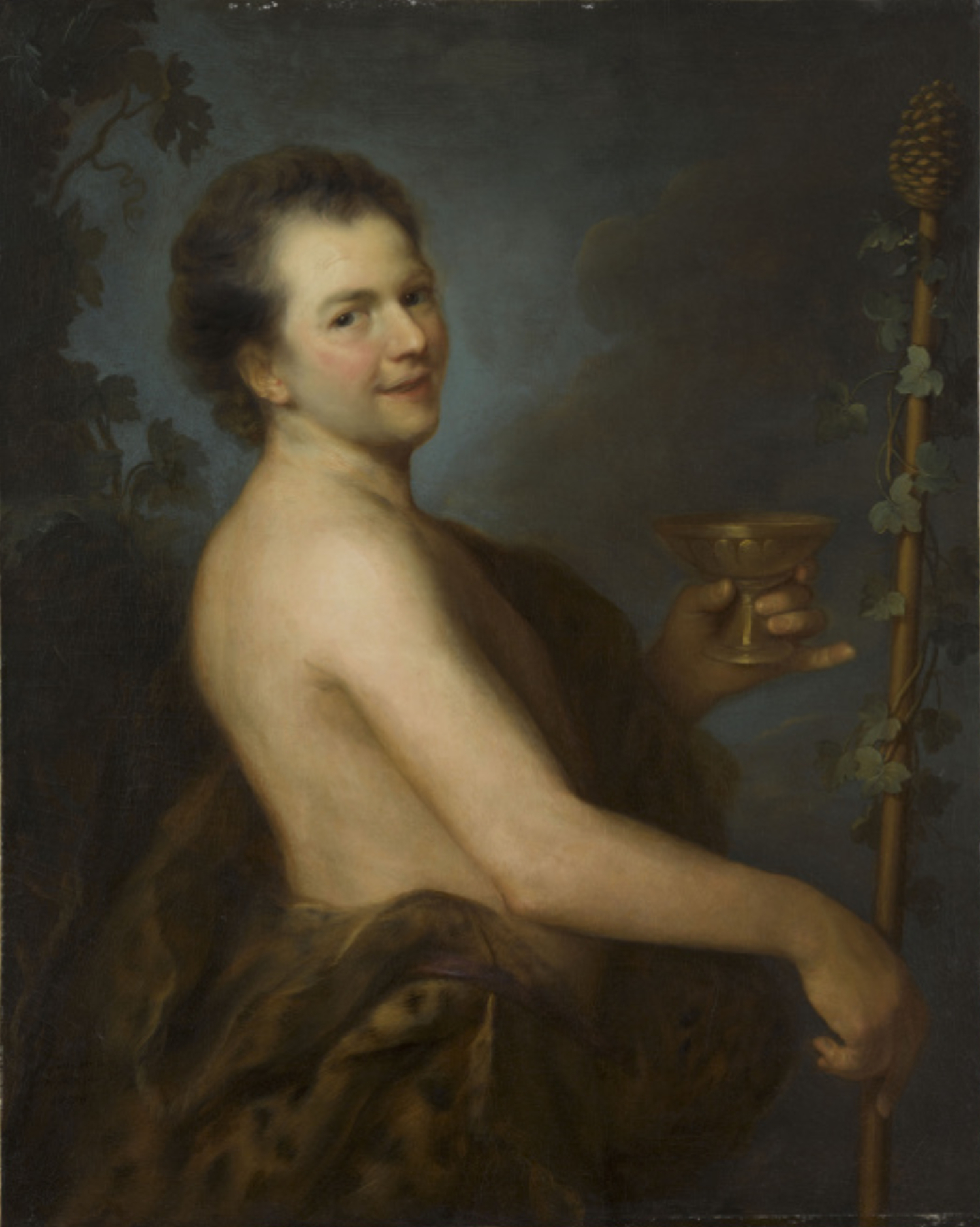
Autoritratto come Bacco (1728)

Alexis Grimou, o Grimoult, detto il Rembrandt francese (Argenteuil, 24 maggio 1678 – Parigi, maggio 1733), è stato un pittore francese, membro dell'Accademia di San Luca di Parigi.

## Biografia
A lungo confuso, soprattutto prima del 1900, con Jean o Nicolas Grimoud o Grimoux, la sua nazionalità fu ritenuta alternativamente svizzera o francese e il suo luogo di nascita Romont o Argenteuil.

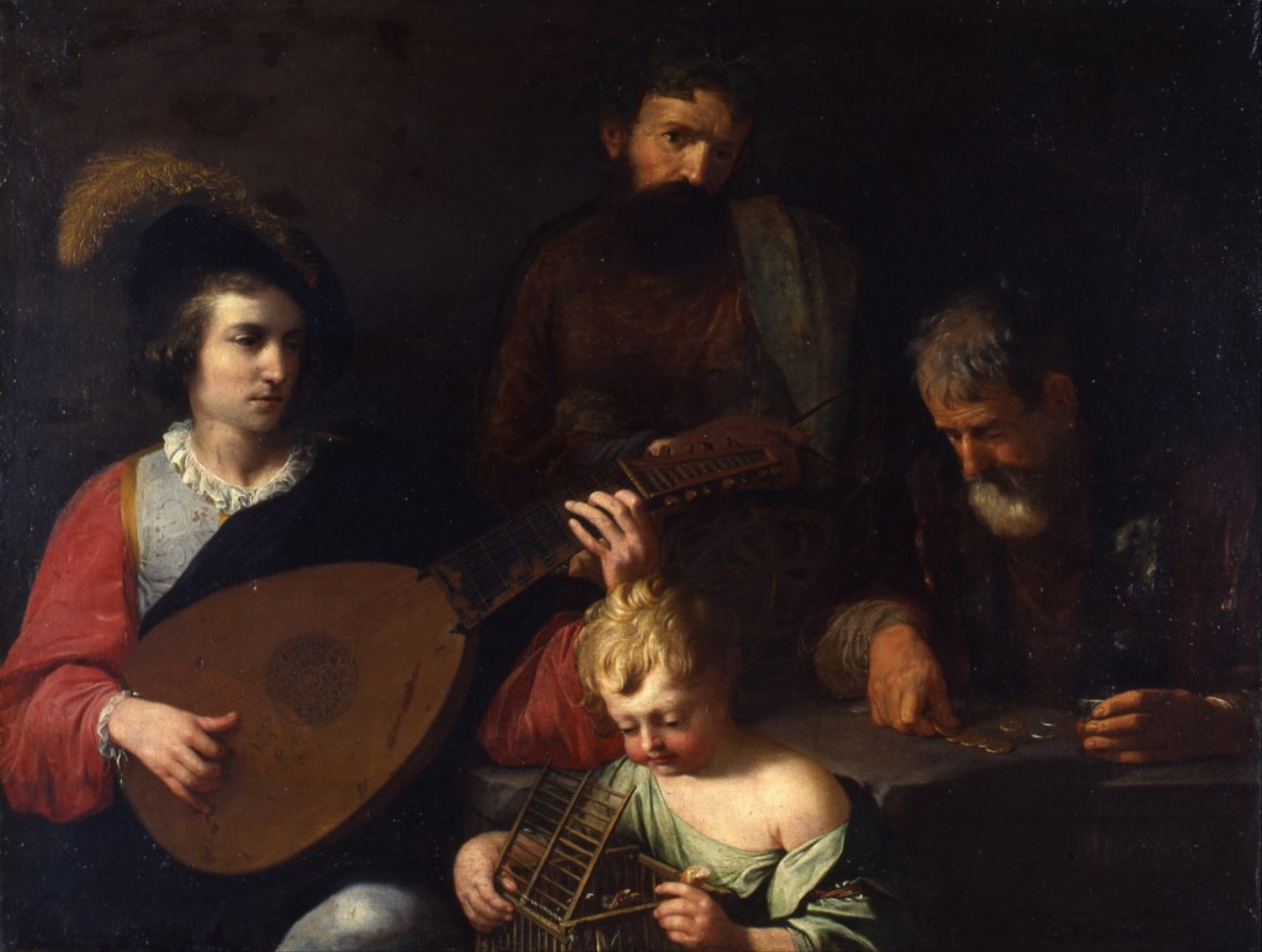
Le quattro età della vita

Formatosi alla scuola di Bon Boullogne e forse di François de Troy, come si potrebbe desumere dall'uso del colore, Grimou operò principalmente a Parigi tra il 1704 e il 1733. Nel 1704 sposò la nipote del taverniere Procopio, la cui casa era punto d'incontro per gli artisti e gli intellettuali a Parigi. Nel 1705 fu "autorizzato" dall'Académie royale de peinture et de sculpture e istruito affinché preparasse come presentazione i ritratti di Antoine Coypel e Jean Raon. Tuttavia non presentò mai queste opere e la sua autorizzazione decadde. Quindi non entrò a far parte dell'Académie royale de peinture et de sculpture, forse per problemi finanziari. Divenne invece membro dell'Accademia di San Luca di Parigi.  Intorno al 1709 probabilmente si recò nei Paesi Bassi e visitò lo studio di Rembrandt, ma di ciò non esistono prove. Si dice che, a causa del suo modo di vivere dissoluto, fosse sempre alle prese coi creditori, che si facevano pagare con piccoli dipinti che realizzava sul posto. Fu anche il personaggio principale di un vaudeville, messo in scena da Maxime de Redon e Pasquier a Parigi nel 1805.
Grimou dipinse soprattutto soggetti di genere e cristiano-religiosi, paesaggi e ritratti, generalmente a busto o mezzo busto e ricchi di reminiscenze rembrandtiane. Eseguì infatti parecchie copie di opere di Rembrandt, presenti in collezioni francesi, tanto da meritare l'appellativo di Rembrandt francese, ma, soprattutto gli autoritratti e le figure di attori, risentono dell'influenza del Caravaggismo francese, in particolare Le quattro età della vita sono una rielaborazione di un dipinto di Valentin de Boulogne. Nonostante fosse famoso soprattutto per i suoi dipinti di genere popolati di soldati e musicisti, i suoi ritratti di gusto "spagnoleggiante" presentano anticipazioni e influenzarono l'arte di Jean-Honoré Fragonard e in generale, con i suoi toni più chiari e la grazia delle figure, precorsero l'arte rococò francese. Le sue opere, inoltre, presentano reminiscenze di Antoon van Dyck, Hyacinthe Rigaud, Frans Hals, Judith Leyster e Jean-Antoine Watteau, in particolare nella realizzazione dei costumi, con cappelli a larghe falde, camicie pieghettate, cappotti di taglio elegante.
Risentì della sua influenza Charles Eisen.

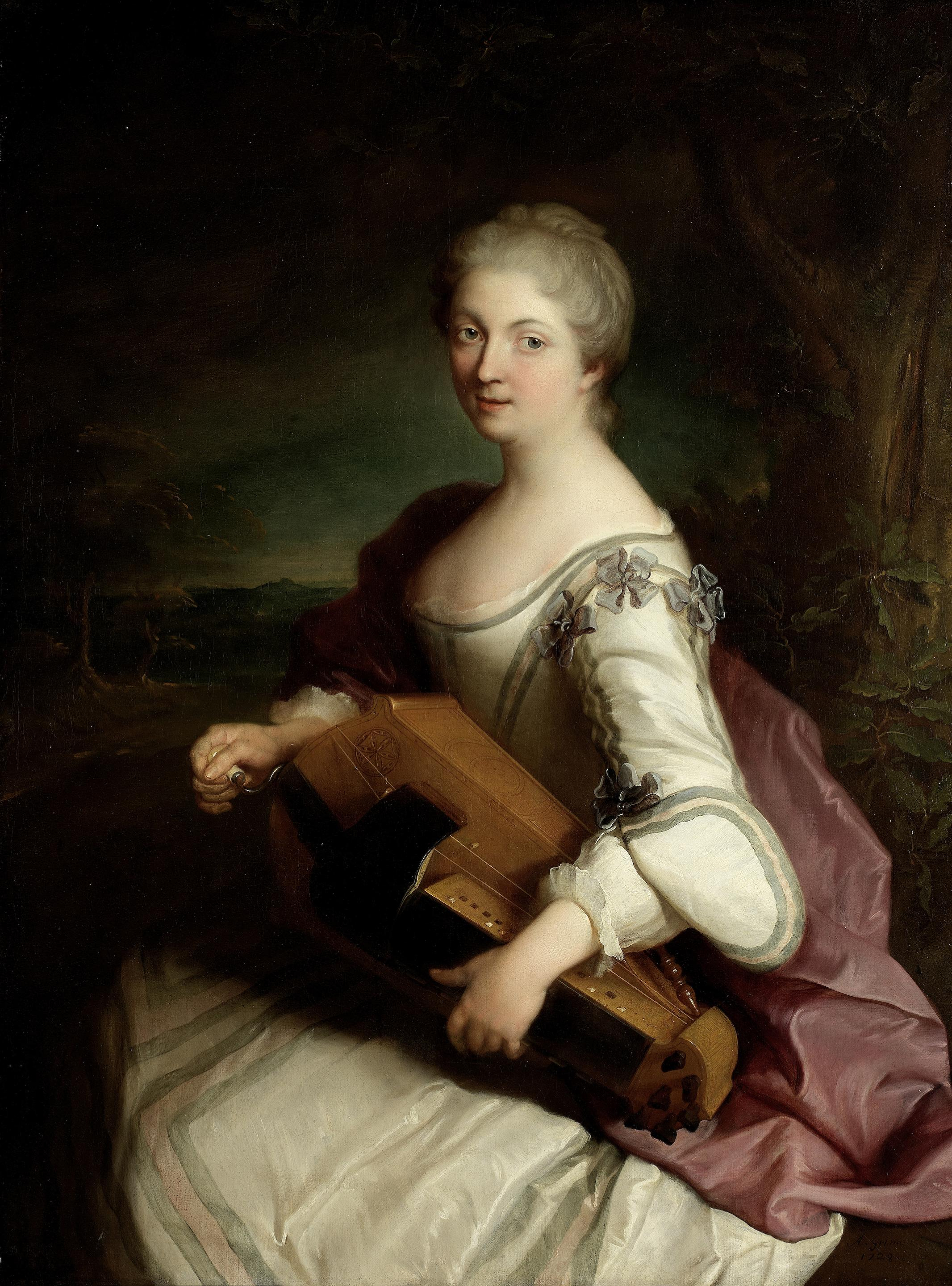
Ritratto di una donna che suona una ghironda

## Alcune opere
- Ritratto di Antoine Coypel, olio su tela, 1705-1708, Musée des Beaux-Arts, Rouen[6]
- Ritratto di un'attrice, olio su tela, 1709, Collezione privata[7]
- Ritratto di uomo in costume orientale, olio su tela, 92 × 65 cm, 1720 circa, Museo Nazionale, Varsavia[8]
- Giovane pellegrina, olio su tela, 82 x 64 cm, 1725 1726, Galleria degli Uffizi, Firenze[9]
- Ritratto d'uomo in costume polacco con una pipa in mano, olio su tela, 130 × 96 cm, 1726, Museo del Louvre, Parigi[10]
- Autoritratto, olio su tela, 101 × 81 cm, 1728, Museo Magnin, Digione
- Giovane donna in costume teatrale, olio su tela, 74 x 59 cm, 1730-1733, Museo dell'Ermitage, San Pietroburgo
- Giuditta con la testa di Oloferne, olio su tela, 88 x 72 cm, Palazzo di Wilanów, Varsavia[11]
- Ritratto d'uomo[12]
- Ritratto di Nicolas Chédeville[13]
- Il bevitore di champagne[14]
- Ritratto di signora, olio su tela, 57,2 x 48,3 cm[15]
- Ritratto di uomo con cappello
- Le quattro età della vita[5]